# Adreça MAC
En xarxes informàtiques, l'adreça MAC (en anglès Media Access Control) és una adreça Unicast que identifica a una interfície de xarxa de maquinari quasi de manera única. Aquesta adreça està formada per 6 bytes els quals formen 6 grups de dos lletres en hexadecimal. Per tant, tenim un identificador de 48 bits que pot representar 281.474.976.710.656 adreces diferents. Aquest identificador correspon a una única targeta de xarxa i també es coneix com a adreça física.
Les adreces MAC són úniques a nivell mundial, i són escrites directament, en forma binaria, al maquinari al moment de fabricació. Degut a això, les adreces MAC s'anomenen, en algunes ocasions, burned-in addresses, en anglès.
En la majoria dels casos no cal conèixer l'adreça MAC, ni per a muntar una xarxa domèstica, ni per a configurar la connexió a internet. D'altra banda, és possible d'afegir un control de hardware en un router o un punt d'accés sense fils, per tal de permetre només unes MAC concretes a la xarxa. En aquest cas, s'han de conèixer les adreces MAC dels dispositius en concret que es volen afegir. Aquest mètode de seguretat es pot considerar un reforç d'altres sistemes de seguretat, ja que, teòricament es tracta d'una direcció única i permanent (encara que actualment ja es poden canviar si es tenen coneixements superior d'informàtica).
El format de l'adreça MAC és el següent: (xx:xx:xx:xx:xx:xx). Un exemple d'adreça MAC és 00:25:08:55:2B:AB.

## Obtenció de la MAC en diferents sistemes operatius

### Windows 2000/XP/Vista/7/8
La manera més senzilla és obrir un terminal (inici > executar > cmd) i allí utilitzar l'ordre: ipconfig /all.

### UNIX, GNU/Linux y Mac OS X
En un terminal executar l'ordre: ifconfig -a. (Pot ser que demani permisos de superusuari, en aquest cas: sudo ifconfig -a).
Una solució alternativa, i visualment més senzilla, és anar a Preferències del sistema, a l'apartat de xarxes i entrar en la configuració avançada de la xarxa.

### Android
Només cal entrar a configuració i seleccionar la configuració de Wi-Fi. Un cop allí, prémer el botó de menú i accedir a les configuracions avançades.

### iOS (iPhone, iPAD)
Només cal entrar a Configuració > General > Informació > Adreça Wifi 